# 白细胞介素-13
白细胞介素-13（缩写IL-13）是一种细胞因子，由人类基因 IL13 编码。IL-13结构上与白细胞介素-4（IL-4）非常相似，有25%的序列相似性，都能与由白介素-4受体α亚基（CD124）与白介素-13受体α1（CD213a1）组成的白介素-13受体结合。